# Notholmen
Ne doit pas être confondu avec Notholmen (Lindås) ou Notholmen (Kaland).
Notholmen est une île dans le landskap Sunnhordland du comté de Vestland. Elle appartient administrativement à Øygarden.

## Géographie
Rocheuse et couverte d'arbres, elle s'étend sur environ 175 m de longueur pour une largeur approximative de 90 m. Elle compte une habitation.